# Luis Valenzuela (Fußballspieler, 1956)
Luis Alejandro Valenzuela González (* 14. Januar 1956 in Santiago) ist ein ehemaliger chilenischer Fußballspieler. Der Mittelfeldspieler absolvierte ein Länderspiel für die Nationalmannschaft.

## Karriere

### Verein
Luis Valenzuela begann seine Karriere 1978 bei Deportes Colchagua in der Segunda División. Nach weiteren Jahren bei Unión La Calera, San Antonio Unido und dem CD Cobresal in der zweiten Liga gelang dem Klub aus der Atacama-Wüste 1983 der Aufstieg in die Primera División. In der Saison 1984 schaffte Cobresal als Neuling direkt die Vizemeisterschaft, Valenzuela bestritt dabei 21 Partien. 1987 wechselte der Mittelfeldspieler zu Everton und zog sich noch in den beiden weiteren Jahren das Trikot vom CD Palestino über. 1989 ging Valenzuela nochmal in die zweite Liga zum CF Universidad de Chile, mit dem er als Meister nochmal den Aufstieg schaffte. Er selbst ließ seine Karriere bei Naval ausklingen, das nach der Auflösung des Vorgängerklubs Deportes Naval de Talcahuano in der dritten Liga antrat. 1992 beendete er seine Karriere.

### Nationalmannschaft
Luis Valenzuela absolvierte im Mai 1986 unter Trainer Luis Ibarra sein einziges Spiel für die chilenische Nationalmannschaft. Beim 1:1-Unentschieden im Freundschaftsspiel gegen Brasilien spielte der Mittelfeldspieler über die volle Spielzeit.

## Erfolge
Cobresal
- Chilenischer Zweitliga-Meister: 1983

Universidad de Chile
- Chilenischer Zweitliga-Meister: 1989